# Formant
 (octobre 2020).
Sa qualité peut être largement améliorée en utilisant un vocabulaire plus directement compréhensible.
On désigne par formant l'un des maxima d'énergie du spectre sonore d'un son de parole. Ce terme est notamment employé dans le domaine de la linguistique, de la phonétique et de l'acoustique. Il y a plusieurs définitions du mot « formant » (résonances du conduit vocal, pôles, etc.).

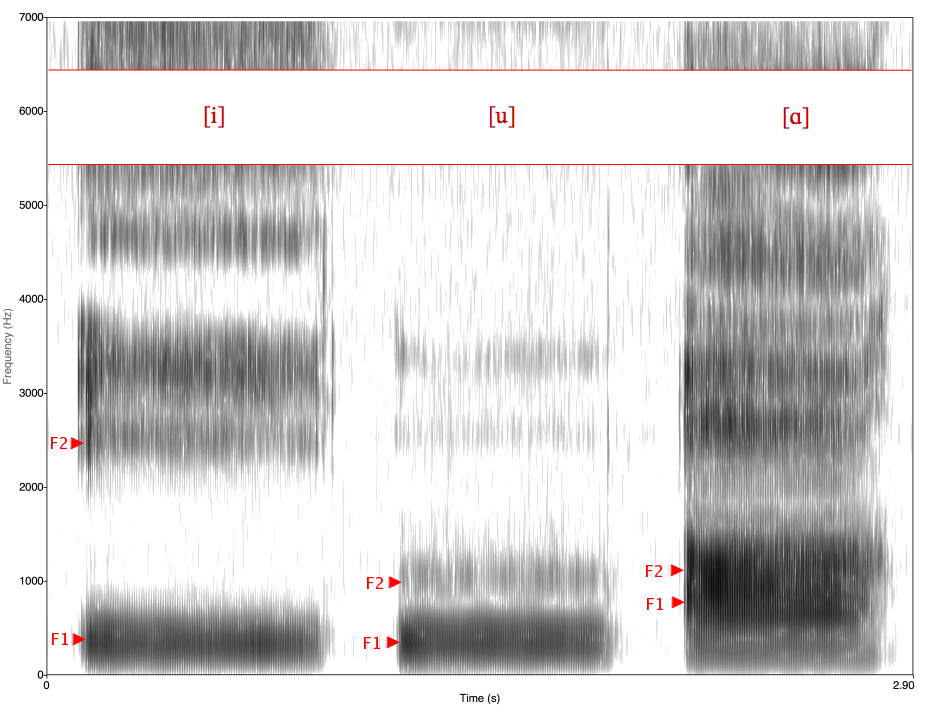
Spectrogramme des voyelles [i, u, ɑ] en anglais américain, montrant les formants F1 et F2.

## Spécificités physiques et mesure
Les formants peuvent être visualisés sur des spectres sonores. Ces spectres représentent la distribution en fréquences de l'énergie du signal de parole.  La voix humaine émet généralement des fréquences comprises entre 80 et 4000 Hz. Sur ce spectre, les formants correspondent à des maxima, des pics d'intensité. Ils sont mesurés sur des intervalles de parole très court (de l'ordre de quelques dizaines de millisecondes) et sont variables au cours du temps. Ils dépendent du type son de parole, c’est-à-dire du phonème prononcé selon la manière particulière dont il a été prononcé et son contexte phonétique.

## Notation
On numérote les formants en allant des basses fréquences vers les hautes fréquences. On les désigne par la notation physique {\displaystyle F_{i}} (mesurée en hertz) en partant du premier formant {\displaystyle F_{1}} dans les fréquences basses. La notation {\displaystyle F_{0}} est réservée à la fréquence fondamentale, dont les variations au cours du temps constituent l'intonation de la parole.

## Description des voyelles
Les deux premiers formants {\displaystyle F_{1}} et {\displaystyle F_{2}} ne sont pas des caractéristiques suffisantes pour la description précise des voyelles. Notamment lorsque la langue contraste, par exemple, entre voyelles antérieures étirées et arrondies (comme en français, par exemple). Par exemple, c'est le formant {\displaystyle F_{3}} qui distingue essentiellement /i/ et /y/. {\displaystyle F_{2}} peut être identique pour /i/ et /y/. Les voyelles qui ne sont pas des diphtongues sont des sons plus ou moins stationnaires de la parole. Chaque voyelle se caractérise ainsi par son timbre spécifique, déterminé en première approximation par {\displaystyle F_{1}} et {\displaystyle F_{2}}. Dans certaines langues, le ton est nécessaire, dans d'autres langues, la qualité de voix. 
La  phonétique a permis d'établir une corrélation entre les valeurs mesurées en hertz de {\displaystyle F_{1}} et {\displaystyle F_{2}}  et le troisième formant et les articulations de l'appareil phonétique nécessaires à la réalisation des voyelles (lèvres comprises). Ainsi {\displaystyle F_{1}} est corrélé avec l’aperture (ouverture de la bouche) et le {\displaystyle F_{2}} avec la position antérieure (valeur élevée de {\displaystyle F_{2}}), postérieure (valeur basse de {\displaystyle F_{2}}) de la langue, mais aussi avec la configuration des lèvres. Le troisième formant {\displaystyle F_{3}} est également une caractéristique intéressante, corrélée avec la configuration des lèvres pour les voyelles antérieures. 
K. Stevens a donné une interprétation simple de la corrélation entre l'articulation de l'appareil phonatoire et les formants acoustiques, à partir d'un modèle simplifié à deux cavités acoustiques de l'appareil phonatoire, sans prendre en compte la configuration des lèvres. Dans ce modèle, {\displaystyle F_{1}} et {\displaystyle F_{2}} s'interprètent comme les fréquences de résonance de chaque cavité acoustique. Voir aussi G. Fant (dont les nomogrammes incluent la configuration des lèvres).

## Fréquences des formants en prononciation française
Le tableau ci-dessous (cf [CHIR]) donne en prononciation française les fréquences moyennes en Hz des trois premiers formants des voyelles et des consonnes sonantes pour une voix d'homme. Pour une voix de femme, les fréquences sont sensiblement supérieures. Pour une voix d'enfant, encore plus. Attention : ces valeurs peuvent varier grandement en fonction de l'individu et au sein même du discours.
| Phonèmes en français              | Écriture phonologique (API) | Écriture orthographique | Mot-clef    | Formant F1 (Hz) | Formant F2 (Hz) | Formant F3 (Hz) | Bruit additionnel                 |
| --------------------------------- | --------------------------- | ----------------------- | ----------- | --------------- | --------------- | --------------- | --------------------------------- |
|                                   |                             |                         |             |                 |                 |                 |                                   |
| Phonèmes à Formants :             |                             |                         |             |                 |                 |                 |                                   |
| Voyelles orales antérieures       |                             |                         |             |                 |                 |                 |                                   |
|                                   | /i/                         | "i"                     | lit         | 250             | 2250            | 3000            |                                   |
|                                   | /e/                         | "é"                     | télé        | 400             | 2050            | 2650            |                                   |
|                                   | /ε/                         | "è"                     | règle       | 600             | 1750            | 2600            |                                   |
|                                   | /a/                         | "a"                     | sac         | 750             | 1450            | 2600            |                                   |
| Voyelles orales centrales         |                             |                         |             |                 |                 |                 |                                   |
|                                   | /y/                         | "u"                     | lune        | 250             | 1750            | 2150            |                                   |
|                                   | /ə/                         | "e"                     | ce          | 550             | 1550            | 2550            |                                   |
|                                   | /ø/                         | "eu"                    | feu         | 350             | 1350            | 2250            |                                   |
|                                   | /œ/                         | "oe"                    | fleur       | 500             | 1350            | 2350            |                                   |
| Voyelles orales postérieures      |                             |                         |             |                 |                 |                 |                                   |
|                                   | /u/                         | "ou"                    | poule       | 300             | 750             | 2300            |                                   |
|                                   | /o/                         | "au"                    | vélo        | 350             | 750             | 2550            |                                   |
|                                   | /ɔ/                         | "o"                     | pomme       | 500             | 1050            | 2550            |                                   |
|                                   | /ɑ/                         | "â"                     | pâte        | 700             | 1250            | 2700            |                                   |
| Voyelles nasales                  |                             |                         |             |                 |                 |                 |                                   |
|                                   | /œ̃/                         | "un"                    | un          | 600             | 1350            | 2400            |                                   |
|                                   | /ɛ̃/                         | "in"                    | pain        | 700             | 1500            | 2650            |                                   |
|                                   | /ɑ̃/                         | "an"                    | gant        | 750             | 1250            | 2400            |                                   |
|                                   | /ɔ̃/                         | "on"                    | ballon      | 500             | 1250            | 2550            |                                   |
| Semi-voyelles ou Semi-consonnes   |                             |                         |             |                 |                 |                 |                                   |
|                                   | /j/                         | "y"                     | fille       | 250             | 2250            | 3000            |                                   |
|                                   | /ɥ/                         | "u+"                    | huit        | 250             | 1750            | 2150            |                                   |
|                                   | /w/                         | "w"                     | poisson     | 300             | 750             | 2300            |                                   |
| Consonnes occlusives nasales      |                             |                         |             |                 |                 |                 |                                   |
|                                   | /m/                         | "m"                     | mur         | 300             | 1300            | 2300            | Explosion du "p" ou "b"           |
|                                   | /n/                         | "n"                     | nœud        | 350             | 1050            | 2300            | Explosion du "t" ou "d"           |
|                                   | /ɲ/                         | "gn"                    | ligne       | 350             | 1000            | 2400            | Explosion du "t" ou "d"           |
|                                   | /ŋ/                         | "nk/ng"                 | parking     | 350             | 1050            | 2000            | Explosion du "k"/"g"              |
| Consonnes fricatives liquides     |                             |                         |             |                 |                 |                 |                                   |
|                                   | /l/                         | "l"                     | lampe       | 350             | 1700            | 2500            | Friction très faible              |
|                                   | /ʁ/                         | "r"                     | roue        | 550             | 1300            | 2300            | Friction très faible              |
|                                   | /R/                         | "rrr"                   | terre       | 550             | 1300            | 2300            | Friction très faible              |
|                                   |                             |                         |             |                 |                 |                 |                                   |
| Phonèmes sans Formants :          |                             |                         |             |                 |                 |                 |                                   |
| Consonnes occlusives orales       |                             |                         |             |                 |                 |                 |                                   |
|                                   | /p/                         | "p"                     | pile        |                 |                 |                 | Explosion moyenne, registre grave |
|                                   | /b/                         | "b"                     | bol         |                 |                 |                 | Explosion moyenne, registre grave |
|                                   | /t/                         | "t"                     | table       |                 |                 |                 | Explosion faible, registre aigu   |
|                                   | /d/                         | "d"                     | dé          |                 |                 |                 | Explosion faible, registre aigu   |
|                                   | /k/                         | "k"                     | cadeau      |                 |                 |                 | Explosion forte, registre medium  |
|                                   | /g/                         | "g"                     | gâteau      |                 |                 |                 | Explosion forte, registre medium  |
| Consonnes fricatives non liquides |                             |                         |             |                 |                 |                 |                                   |
|                                   | /f/                         | "f"                     | flûte       |                 |                 |                 | Friction faible                   |
|                                   | /v/                         | "v"                     | valise      |                 |                 |                 | Friction faible                   |
|                                   | /s/                         | "s"                     | citron      |                 |                 |                 | Friction forte                    |
|                                   | /z/                         | "z"                     | maison      |                 |                 |                 | Friction forte                    |
|                                   | /∫/                         | "ch"                    | chat        |                 |                 |                 | Friction forte                    |
|                                   | /ʒ/                         | "j"                     | jupe        |                 |                 |                 | Friction forte                    |
|                                   | /h/                         | "h aspiré"              | hop         |                 |                 |                 | Friction forte                    |
|                                   | /x/                         | "J"                     | Juan Carlos |                 |                 |                 | Friction forte                    |

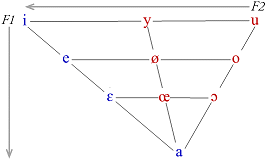
Triangle des voyelles avec les axes F1 et F2

Pour les deux premiers formants, si on reporte ces valeurs dans un graphique représentant {\displaystyle F_{1}} et {\displaystyle F_{2}} en abscisse et en ordonnée, on obtient le fameux triangle vocalique de la discipline phonétique comme dans la figure ci-dessous. Dans ce triangle, {\displaystyle F_{1}} augmente avec l'ouverture des voyelles (de /i/ et /u/ vers /a/) et {\displaystyle F_{2}} diminue avec leur profondeur (augmente donc de /u/ vers /i/). Pour une même profondeur, {\displaystyle F_{2}} est plus élevé pour une voyelle non-arrondie (comme /i/) que pour une voyelle arrondie (comme /y/) de même antériorité.
Ces questions sont discutées par Gérard Genette dans Mimologiques (« mimophonies restreintes »), paru chez Seuil.